# Aleksandr. Nevskaja bitva
Aleksandr. Nevskaja bitva (russisk: Александр. Невская битва) er en russisk spillefilm fra 2008 af Igor Kaljonov.

## Medvirkende
- Anton Pampusjnyj som Aleksandr Nevskij
- Svetlana Bakulina som Aleksandra Nevskaja
- Igor Botvin som Ratmir
- Bohdan Stupka som Jaroslav
- Dmitrij Bykovskij-Romasjov